# Andrea dell'Asta

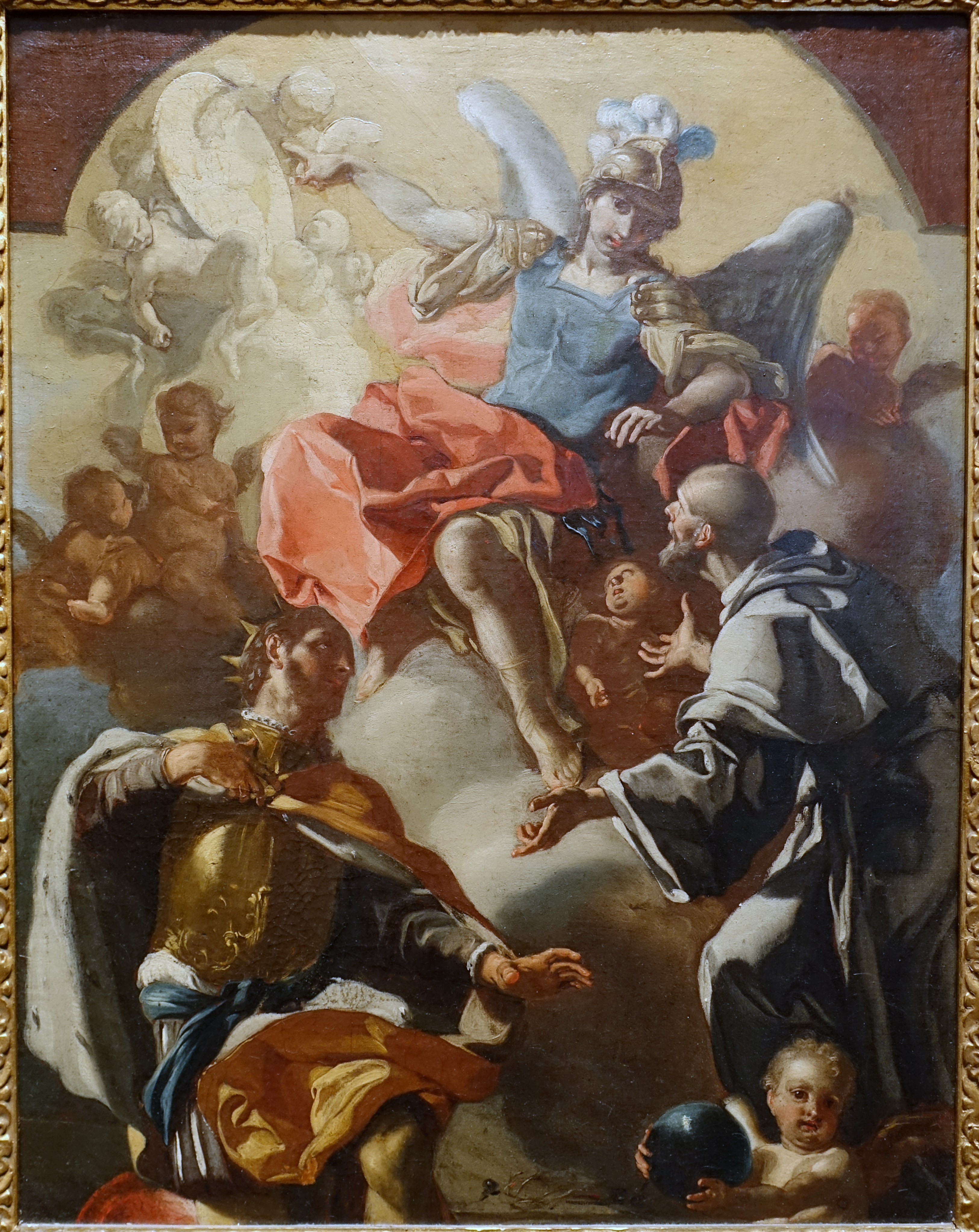
Andrea dell'Asta, San Michele, San Bruno e (forse) San Luigi di Tolosa, circa 1709, Blanton Museum of Art, Austin, Texas

Andrea dell'Asta (Bagnoli Irpino, 1673 – Napoli, 1721) è stato un pittore italiano.

## Biografia
Scarse sono le notizie biografiche su questo pittore, appartenente alla scuola barocca napoletana e di cui incerto è il nome: Andrea dell'Asta o Andrea d'Aste o Andrea d'Asti?
L'abate Luigi Lanzi (1732-1810), nella sua Storia pittorica della Italia ricordava che Andrea dell'Asta era stato uno scolaro di Francesco Solimena, che a Roma aveva studiato attentamente le opere di Raffaello Sanzio  e di Domenichino, prima di tornare a Napoli, dove aveva dipinto due quadri -  una Natività e una Epifania di Gesù - per la chiesa napoletana di Santa Maria della Verità, nota anche come chiesa di Sant'Agostino degli Scalzi.
Nella chiesa del Santo Spirito, ad Atri si conserva la pala con la Pentecoste, posta sopra l'altare maggiore. La scena è immersa nel buio, appena irradiata dalla luce tremolante di fiaccole e da quella fulgida della Colomba. Una Madonna con Bambino, sorretti da un cumulo di nubi, è un'opera firmata di Andrea dell'Asta. La Basilica santuario di Santa Maria del Carmine Maggiore, a Napoli, possiede nella cappella di Sant'Orsola e di Santa Maria Maddalena una pala d'altare con l'immagine delle due sante.
Alcune opere dipinte da Andrea dell'Asta sono andate perdute, durante i bombardamenti della 2 ª Guerra Mondiale. Il Museo nazionale d'Abruzzo (L'Aquila) possiede suoi dipinti. Anche a Santa Maria Capua Vetere è presente una bella tela di stampo solimenesco posta sull'altare della cappella di S. Andrea Corsini. La tela raffigura la Madonna con il Bambino tra San Domenico e Sant'Andrea Corsini.
Certamente capitanò una sua bottega, nella quale si formò Matteo Siscara.

### Altre opere
- La Crocifissione (tela) Chiesa di Santa Marta (Napoli).
- La Madonna col Bambino tra la Maddalena e S. Orsola (tela, 1705 circa), Basilica di Santa Maria del Carmine Maggiore, Napoli.
- Storie della Vergine (affreschi, 1705), Oratorio della Confraternita del Santissimo Sacramento all'Avvocata, Napoli.
- L'Addolorata (tela, 1707), Chiesa di San Giovanni Battista delle Monache, Napoli (trasferita in altra sede).
- La Natività; L'Adorazione dei Magi (tele, 1710), Chiesa di Sant'Agostino degli Scalzi, Napoli.
- La Crocifissione di Sant'Andrea (tela, 1715), Duomo di Amalfi.
- S. Francesco che chiede l'indulgenza plenaria per la Porziuncola ; Il Sogno di San Giuseppe (tele, 1717), Complesso di San Francesco delle Cappuccinelle, Napoli (trasferite in altra sede).
- La Maddalena e San Giovanni Evangelista in adorazione della croce (tela), Chiesa di Sant'Antonio a Posillipo, Napoli.
- Madonna con Bambino tra i Santi Domenico e Andrea Corsini, Cappella Corsini, Santa *Madonna con Bambino tra i Santi Domenico e Andrea Corsini, Cappella Corsini, Santa Maria Capua Vetere.
- Annunciazione, Chiesa San Giovanni Battista,  Castelli (Teramo)
- Immacolata; San Nicola liberato dal carcere (tele attribuitegli), Chiesa di Santa Maria di Costantinopoli, Napoli
- Madonna del Santissimo Rosario, Chiesa concattedrale di Santo Stefano, Nusco